# Colette Basler
Colette Basler (* 26. Oktober 1973) ist eine Schweizer Politikerin der Sozialdemokratischen Partei (SP). Sie gehört seit 2017 dem Grossen Rat des Kantons Aargau an. 
Colette Basler wuchs mit zwei Schwestern, eine davon ist die Kabarettistin Patti Basler, auf einem Bauernhof in Zeihen im Fricktal auf. Sie ist von Beruf Bäuerin und Lehrerin. Seit dem 1. Januar 2017 ist sie Mitglied des Grossen Rates. 2018 und 2019 war sie Co-Geschäftsführerin des Schweizerischen Bäuerinnen- und Landfrauenverbands (SBLV).
Sie wohnt in Zeihen, ist verheiratet und hat zwei Kinder.